# 洪承禧
洪承禧（John Terence Hung，1938年—），羅旭龢外孫，歷任九倉、會德豐大班達30年，人稱財爺軍師，2002年退休，於馬圈、商界、旅遊及體育界都享有盛名。

## 家庭
洪承禧為香港歐亞混血兒，外祖父為已故香港立法局首席華人非官守議員羅旭龢太平紳士，繼父為洪錦城家族成員洪武釗。
- San Tsoi Kan，曾為 Charles David Bottomle y誕三子兩女[2]）

- - 洪興錦（Hing Kam Hung，簡氏與Bottomley所出）

- - 洪興和（Hing Wo Hung，簡氏與Bottomley所出）
    - 洪燕姬（Christina Hung, 洪興 Hing Wo Hung 和與柯氏所出）
    - 洪湛釗 (Alfred Hung, 洪興和 Hing Wo Hung 與蘇勉予 Ming Yu so 所出)
    - 洪亮釗 (Henry Hung, 洪興和 Hing Wo Hung 與蘇勉予 Ming Yu so 所出)
    - 洪志釗 (Edward Hung, 洪興和 Hing Wo Hung 與蘇勉予 Ming Yu so 所出)
    - 洪勵予 (Dorothy Hung, 洪興和 Hing Wo Hung 與蘇勉予 Ming Yu so 所出)
    - 洪幹釗 (Gong Chiu Hung, 洪興和 Hing Wo Hung 與蘇勉予 Ming Yu so 所出)
    - 洪懷釗 (Why Chiu Hung, 洪興和 Hing Wo Hung 與蘇勉予 Ming Yu so 所出)

- - 洪興達（Hing Tat Hung，簡氏與Bottomley所出）

- - Emily Angel Hung，簡氏與Bottomley所出

- - 洪慧芳（Solene So Lin Hung，簡氏與Bottomley所出）

- - 洪興發（Hing Fat Hung，簡氏所出）＝Li Yuet Ching
    - 洪奇英（Florence Hung）
    - 洪澋業（Hubert Hung）
    - 洪奇芳（Margaret Hung）＝羅文惠
      - 羅德璋
      - 羅偉勳
      - 羅偉彬
      - 羅舜玲
      - 羅偉豪
      - 羅偉拔
      - Angela Lo
      - 羅德滔
      - 羅德輝
      - 羅佩筠
      - 羅德明
      - 羅德琨

- -     - 洪渦釗（William Hung）
    - 洪渭釗（Archibald Hung）
    - 洪淳釗（Douglas Hung）
    - Jane Hung
    - 洪灝釗（Harold Quentin Hung）＝Frances née Lowcock
    - 洪漢釗（Jackie Hung）

- - 洪興銓（Hing Chuen Hung，簡氏所出）＝Irene Rivington
    - 洪禹釗（Walter Yiu Chiu Hung）
    - Phyllis Hung=Jorge Alvaro (離婚)=Albert Fung
    - 洪奇芬（Hesta Rosalind Hung）＝何世禮
      - 何鴻毅（Robert）＝ 羅綺文（Greta Lo）
        - 何猷廣（Kevin）＝ Lai Yue Shue Michelle
        - 何猷忠（Robert）＝ 馮愷若（Caroline Pfohl）
        - 何勉君（Min）＝關孝明

    - 洪文釗（Man Chiu Hung）
    - 洪武釗（Mo Chiu Hung）＝Phoebe Kotewall
      - 洪承禧（John Terence Hung）

    - 洪駿業（Tsun Yip Hung，簡氏所出）

## 公職
- 香港康體發展局主席
- 旅遊事務署成員
- 香港賽馬會榮譽遴選會員

## 名下馬匹
洪承禧是香港賽馬會的會員，名下馬匹包括神風、上風、健風、善風、喜定來、壽比南山（其後易主）。

## 貪污事件
2008年11月10日，洪承禧涉嫌借馬會榮譽遴選會員身份，收取一筆40萬貸款作為協助他人申請馬會會籍的報酬，涉及貪污和虛報資料而遭廉政公署拘捕。2009年6月25日，洪承禧於區域法院被裁定一項代理人索取利益及三項代理人接受利益罪名成立，被判入獄兩年，其在1999年取得之銀紫荊星章亦於2012年11月為政府所禠奪。

## 外部參考
- 洪承禧 - 前九倉大班涉貪污被捕[]
- 洪在香港馬圈地位崇高[]
- 洪承禧涉貪污被捕[]